# Lassay-sur-Croisne

Lassay-sur-Croisne este o comună în departamentul Loir-et-Cher, Franța. În 1 ianuarie 2022 avea o populație de 243 de locuitori.